# 塔拉戈纳县
塔拉戈纳县（西班牙語：Tarragonés），是西班牙加泰罗尼亚塔拉戈纳省的一个县。总面积318.9平方公里，总人口247827（2009年），人口密度777人/平方公里。行政中心位于塔拉戈纳。
塔拉戈纳县辖有23个市镇。